# Lubomir Levitsky
Lubomir Levitsky (ukrainien : Любомир Левицький, Lioubomyr Levytsky ;  né le 17 septembre 1980) est un metteur en scène et réalisateur ukrainien.

## Biographie
Lubomir Levitsky naît le 17 septembre 1980 à Verkhovyna en RSS d’Ukraine. Il obtient un diplôme de la faculté d'histoire de l'Université nationale de Tchernivtsi pour la spécialité l’historien-archéologue avant de devenir un metteur en scène célèbre.
Fan de cinéma, il tente la mise en scène pour la première fois en Allemagne, où il vit un certain temps, en travaillant et en enseignant à l’école du cinéma. Il commence à écrire les scénarios de clips musicaux et publicitaires.
Revenu en Ukraine, il accepte la proposition d’Oleksey Khorochko de tourner un premier thriller ukrainien Le Tunnel, premier film de sa carrière.

## Vie privée
Marié à Natalia, ils ont un fils, Zakhar (4 ans)[Quand ?].

## Récompenses
Le film Le Tunnel a apporté à Lubomir[Qui ?] les récompenses du meilleur slogan, du meilleur thriller et de la meilleure affiche en 2006.

## Filmographie
Longs métrages
- 2006 : Le Tunnel (Штольня)
- 2013 : Pawnshop (Ломбард Prêteur sur gages)
- 2013 : Unforgotten Shadows, (Тіні незабутих предків, Les Ombres des Ancêtres Inoubliés)